# Primärmultiplexanschluss
Der Primärmultiplexanschluss (PMxAs), englisch Primary Rate Interface (PRI), ist eine Schnittstellendefinition im ISDN, die im Wesentlichen von Unternehmen zum Anschluss von Telefonanlagen an das ISDN verwendet wird. Eine andere Anschlussart im ISDN ist der Basisanschluss.

## Bezeichnungen und Abkürzungen
Andere Bezeichnungen für den Primärmultiplexanschluss sind PMx-Anschluss und S2M-Anschluss.
Übliche Abkürzungen sind PMx, PMxA, PMxAs, PRI, CEPT1, E1 (in Europa), T1 (in den USA), J1 (in Japan) und S2M.

## Verbreitung
Im Jahr der stärksten Verbreitung (2005) gab es in Deutschland 125.000 Primärmultiplexanschlüsse. Im Jahr 2019, dem letzten in dem Primärmultiplexanschlüsse statistisch separat erfasst wurden, waren es noch 56.000.
| Jahr | PMX-Anschlüsse in Deutschland (gerundet) |
| ---- | ---------------------------------------- |
| 2001 | 121.000                                  |
| 2002 | 122.000                                  |
| 2003 | 123.000                                  |
| 2004 | 123.000                                  |
| 2005 | 125.000                                  |
| 2006 | 118.000                                  |
| 2007 | 117.000                                  |
| 2008 | 110.000                                  |
| 2009 | 106.000                                  |
| 2010 | 103.000                                  |
| 2011 | 91.000                                   |
| 2012 | 88.000                                   |
| 2013 | 87.000                                   |
| 2014 | 87.000                                   |
| 2015 | 86.000                                   |
| 2016 | 86.000                                   |
| 2017 | 84.000                                   |
| 2018 | 71.000                                   |
| 2019 | 56.000                                   |

## Kanalstruktur
Der Primärmultiplexanschluss ist in Kanäle strukturiert und besteht aus mindestens 16 und maximal 30 Nutzkanälen (B-Kanäle), sowie einem Signalisierungskanal (D-Kanal) und einem Synchronisationskanal. Es gibt verschiedene Kanalstrukturen:
- E1 – in Europa 2048 kbit/s Bruttodatenübertragungsrate wie folgt in 32 Kanäle zu je 64 kbit/s aufgeteilt:
  - 30 bidirektionale Nutzkanäle mit je 64 kbit/s (zusammen 1920 kbit/s)
  - 1 Signalisierungskanal (bei CCS der 17.)  mit 64 kbit/s
  - 1 Synchronisationskanal mit 64 kbit/s

- T1 – in USA 1544 kbit/s Bruttodatenübertragungsrate je nach Signalisierungsverfahren teilt sich wie folgt auf:
  - Common Channel Signaling (CCS)
    - 23 bidirektionale Nutzkanäle mit je 64 kbit/s (zusammen 1472 kbit/s)
    - 1 Signalisierungskanal (der 24.) mit 64 kbit/s
    - 1 Synchronisationskanal (der 1.) mit 8 kbit/s

  - Channel Associated Signaling (CAS)
    - 24 bidirektionale Nutzkanäle mit je 64 kbit/s
    - In jedem Kanal wird in jedem 6. Frame ein Bit für die Signalisierung verwendet (robbed bit).

### B-Kanal
Ein Nutzkanal wird als B-Kanal (von engl. Bearer) bezeichnet. Vom Verständnis entspricht ein Nutzkanal einem Kommunikationskanal, er wird beispielsweise für eine Telefongesprächsverbindung verwendet.

### H-Kanal
Mehrere der Nutzkanäle eines Primärmultiplexanschlusses können zusammengelegt werden, um eine höhere Datenübertragungsrate (bis 1920 kbit/s) zu erreichen. Diese werden H-Kanäle genannt. Damit bietet der Primärmultiplexanschluss für den Downstream ungefähr die Datenübertragungsrate eines 2-Mbit/s-ADSL-Anschlusses, jedoch bei gleich hoher Datenübertragungsrate beim Upstream.

## Übertragungsverfahren
Beim Primärmultiplexanschluss werden die Kanäle im Zeitmultiplexverfahren (TDM/TDMA) übertragen, das heißt, die Kanäle werden nacheinander in den so genannten Zeitschlitzen übertragen.
Die Zeitschlitze eines Primärmultiplexanschlusses E1 werden wie folgt verwendet:
- Der Zeitschlitz 0 dient der Synchronisation und Fehlerbehandlung mit Prüfsumme der Zyklischen Redundanzprüfung (ZRP, engl. CRC).
- In den fünfzehn Zeitschlitzen 1 bis 15 werden Nutzkanäle übertragen.
- Im Zeitschlitz 16 werden die Daten zur Steuerung der ISDN-Kommunikation übertragen (D-Kanal).
- In den fünfzehn Zeitschlitzen 17 bis 31 werden Nutzkanäle übertragen.

Danach fängt ein neuer Rahmen mit Zeitschlitz 0 an. Die Rahmenperiode beträgt 125 µs, die Rahmenwiederholfrequenz ist 8 kHz.

### Leitungsschnittstelle zwischen Ortsvermittlungsstelle und Netzabschluss

#### UK2(elektrisch)
Die Leitungsschnittstelle zwischen der Ortsvermittlungsstelle und dem Netzabschluss (engl. Network Termination) im Haus wird bei Verwendung von Kupferkabel als „UK2-Schnittstelle“ bezeichnet. In der Regel werden zwei Kupfer-Doppeladern benutzt. Zur Überbrückung größerer Entfernungen zwischen Vermittlungsstelle und Netzabschluss müssen Zwischenregeneratoren eingesetzt werden.

#### UG2(optisch)
Statt der elektrischen UK2-Schnittstelle wird fallweise auch die optische UG2-Schnittstelle eingesetzt. Dabei wird je eine Glasfaserleitung für Hin- und Rückrichtung angeschlossen. Aufgrund wesentlich günstigerer Dämpfungswerte lassen sich mit dieser Anschlussvariante längere Strecken bis zur Vermittlungsstelle realisieren.

### Leitungsschnittstelle zwischen Netzabschluss und Telefonanlage
Für den Netzabschluss wird beim Primärmultiplexanschluss der NTPM verwendet.
Die Leitungsschnittstelle zwischen dem NTPM und der Telefonanlage wird „S2M“ genannt.

#### S2M(elektrisch)
Für die S2M-Schnittstelle werden je Übertragungsrichtung entweder zwei Drähte (eine Doppelader) oder eine koaxiale Leitung benötigt. Ein S2M-Kabel besteht daher häufig aus vier Adern (zwei Doppeladern), die einen gemeinsamen Schirm besitzen können. Die Leitungscodierung bei der S2M-Schnittstelle erfolgt mit dem ternären HDB3-Code, das heißt, es gibt drei elektrische Zustände. Dadurch benötigt die S2M-Schnittstelle je Übertragungsrichtung eine Bandbreite von jeweils nur etwa 1 MHz, während die Datenübertragungsrate 2048 kbit/s beträgt.